# 佐藤久成
佐藤 久成（さとう ひさや、1972年1月1日 - ）は、秋田県出身のヴァイオリン奏者。

## 概要
大館市に生まれる。 出生後、埼玉県上尾市で過ごし、4歳より埼玉県春日部市に引越し、豊春幼稚園、春日部市立豊春小学校、春日部市立豊春中学校出身。 5歳よりピアノ、9歳よりヴァイオリンをそれぞれ学び始め、東京藝術大学音楽学部附属音楽高等学校を経て東京藝術大学に進学した。大学卒業後は渡欧し、ザールラント音楽大学、ブリュッセル王立音楽院、スタウファー音楽院、ベルリン芸術大学等で研鑽を積んだ。1994年にベルリン交響楽団の定期演奏会にソリストとして出演してデビューを飾った。1998年ヴィオッティ・ヴァルセージア国際音楽コンクールのヴァイオリン部門での2位入賞を含む複数の国際音楽コンクールで上位入賞を果たしている。2002年にはカザルス・ホールで国内デビューを果たした。

## 人物
趣味は温泉、ラーメン屋巡り、格闘技観戦。